# Fernand de Varennes
Fernand Joseph de Varennes (Arcadia, Nova Brunswick, 1958) és un jurista i professor universitari canadenc, reconegut en el món dels drets de les minories, tant humanes com lingüístiques. Entre l'1 d'agost de 2017 i l'1 de novembre de 2023 va ser el relator especial de les Nacions Unides sobre les minories. Es considera part de la minoria de parla francesa canadenca.
És llicenciat en dret per la Universitat de Moncton al Canadà i té un màster en Dret per la London School of Economics and Political Science al Regne Unit. El 1996, va obtenir el seu doctorat en Dret per la Universitat de Limburg (actualment Universitat de Maastricht) als Països Baixos. El 26 de setembre de 2023, durant el seu mandat com a relator especial de les Nacions Unides sobre les minories, va participar en una conferència organitzada per Plataforma per la Llengua al Parlament Europeu, en la qual va manifestar que la denegació de l'oficialitat del català a la Unió Europea és una forma de discriminació segons el dret internacional.